# Sciades doreyi
Sciades doreyi là một loài bọ cánh cứng trong họ Cerambycidae.